# War of Thrones – Krieg der Könige
War of Thrones – Krieg der Könige (Originaltitel: La Guerre des Trônes: la Véritable Histoire de l’Europe) ist eine französische Dokuserie über die Geschichte der europäischen Königshäuser. Untersucht werden dabei sowohl die militärischen Auseinandersetzungen als auch die geschmiedeten Bündnisse.
Die einzelnen Episoden wurden jeweils zunächst in Frankreich (seit Ende 2017) auf France 5 ausgestrahlt, in Deutschland erfolgt die Erstausstrahlung (seit 2019) auf ZDFinfo.
Es erschienen bisher (Stand: 14. Juni 2022) 22 Folgen in vier Staffeln, die ersten drei Staffeln auch in Deutschland.

## Episodenliste
Staffel 1
| Episode | Titel (deutsche Übersetzung)         | Erstausstrahlung in Fr↳De | Inhalt | Video |
| ------- | ------------------------------------ | ------------------------- | --- | ----- |
| 1       | England gegen Frankreich (1328–1364) | 29.12.2017 16.04.2019     | Hundertjähriger Krieg; Feindschaft zwischen Philipp VI. und Edward III.                                     | ZDF   |
| 2       | Der verrückte König (1392–1453)      | 29.12.2017 16.04.2019     | Hundertjähriger Krieg; Karls VI. Liebe zu Isabeau de Bavière; Aufstieg und Niedergang Johannas von Orleans. | ZDF   |
| 3       | Das Heiratsspiel (1461–1483)         | 05.01.2018 16.04.2019     | Ludwigs XI. Treiben mit Eduard IV. und den Habsburgern                                                      | ZDF   |
| 4       | Die Macht der Frauen (1515–1558)     | 05.01.2018 16.04.2019     | Machtkampf zwischen Karl von Spanien und Franz von Frankreich; Ende des Kriegs durch zwei Frauen            | ZDF   |

Staffel 2
| Episode | Titel (deutsche Übersetzung)     | Erstausstrahlung in Fr↳De | Inhalt                                                                             | Video        |
| ------- | -------------------------------- | ------------------------- | ---------------------------------------------------------------------------------- | ------------ |
| 1       | Spiel der Königinnen (1515–1558) | 21.12.2018 16.02.2021     | Katholikin Maria I.; Protestantin Elizabeth I.; Religionskriege in der Renaissance | ZDF, YouTube |
| 2       | Preis der Macht (1559–1561)      | 16.02.2021 21.12.2018     | Religionskriege und Machtkämpfe in Europa während der Renaissance                  | ZDF          |
| 3       | Europa in Flammen (1561–1569)    | 16.02.2021 28.12.2018     | Bürgerkrieg in der Reformationszeit; Machtkämpfe im Namen des Glaubens             | ZDF, YouTube |
| 4       | Bluthochzeit (1567–1574)         | 16.02.2021 28.12.2018     | Pariser Bluthochzeit; Machtkämpfe im Namen des Glaubens                            | ZDF          |
| 5       | Bruderkampf (1575–1584)          | 16.02.2021 04.01.2019     | Herrschaft Heinrichs III.; Diplomatie Katharinas von Medici                        | ZDF, YouTube |
| 6       | Der letzte Valois (1584–1594)    | 16.02.2021 04.01.2019     | Spaniens Drohung an England; Untergang der französischen Valois-Dynastie           | ZDF          |

Staffel 3
| Episode | Titel (deutsche Übersetzung) | Erstausstrahlung in Fr↳De | Inhalt                                                                            | Video        |
| ------- | ---------------------------- | ------------------------- | --------------------------------------------------------------------------------- | ------------ |
| 1       | Ein protestantischer König   | 20.12.2019 30.11.2021     | Wirken der katholischen Liga gegen Heinrich IV.                                   | ZDF, YouTube |
| 2       | Liebe statt Gewalt           | 20.12.2019 30.11.2021     | Heinrich IV.: Friedensbemühungen; Hochzeitspläne, Konvertierung zum Katholizismus | ZDF, YouTube |
| 3       | Europa im Wandel             | 27.12.2019 30.11.2021     | Kurzer Frieden vor dem Attentat gegen Heinrich IV.                                | ZDF, YouTube |
| 4       | Neue Fronten                 | 27.12.2019 30.11.2021     | Prager Fenstersturz; Aufständische Protestanten                                   | ZDF, YouTube |
| 5       | Habsburger gegen Bourbonen   | 03.01.2020 30.11.2021     | Frankreichs Kriegsgeschehen; Kämpfe gegen Katholiken                              | ZDF, YouTube |
| 6       | Die Geburt des Sonnenkönigs  | 03.01.2020 30.11.2021     | Ludwig XIII.: Militärische Intrigen sogar in der eigenen Ehe                      | ZDF, YouTube |

Staffel 4
| Episode | Titel (inoffizielle Übersetzung)                          | Erstausstrahlung in Fr |
| ------- | --------------------------------------------------------- | ---------------------- |
| 1       | Ludwig XIV., Königskindheit: 1643–1654                    | 18.12.2020             |
| 2       | Mazarin, der Meister des Spiels (1654–1661)               | 18.12.2020             |
| 3       | Ludwig XIV., absoluter Monarch (1661–1669)                | 25.12.2020             |
| 4       | Philippe d’Orléans, Liebschaften und Intrigen (1669–1679) | 25.12.2020             |
| 5       | Ludwig XIV, die Zeit der Prüfungen (1680–1689)            | 01.01.2021             |
| 6       | Ludwig XIV, Versagen des Königs? (1689–1701)              | 01.01.2021             |